# 유수 (백장)
유수(劉壽, ? ~ ?)는 후한 중기의 관료로, 자는 백장(伯長)이며 장사군 임상현(臨湘縣) 사람이다.

## 행적
영화 3년(138년), 광록훈에서 사도로 승진하였다.
한안 원년(142년), 태위 환언과 함께 면직되었다.

## 일화
유수는 늘 휘개가 덮힌 수레를 타고 북문(北門)을 뛰어넘는 꿈을 꾸었었는데, 훗날 사도가 되었다.

## 출전
- 범엽, 《후한서》 권6 효순효충효질제기
- 유욱(劉彧), 《장사기구전》(長沙耆舊傳) [우세남, 《북당서초》 권 141에 인용]

| 전임 곽건 | 후한의 광록훈 ? ~ 138년 음력 9월 기유일 | 후임 오웅 |

| 전임 황상 | 후한의 사도 138년 음력 9월 기유일 ~ 142년 음력 10월 신미일 | 후임 호광 |